# بوب لانير (كرة سلة)
بوب لانير (بالإنجليزية: Bob Lanier) مواليد 10 سبتمبر 1948 في بوفالو، هو لاعب كرة سلة أمريكي سابق تحول إلى التدريب بعد الاعتزال بدأ مسيرته الاحترافية في سنة 1970. بلغ طوله 6 قدم 10 بوصة (2.1 م). اعتزل اللعب في 1984.

## فرق لعب لها
- ديترويت بيستونز
- ميلووكي باكز

## روابط خارجية
- بوب لانير على موقع إن بي أي (الإنجليزية)
- بوب لانير على موقع سبورتس رفرنس (الإنجليزية)
- بوب لانير على موقع كلية كرة السلة في سبورتس رفرنس.كوم (الإنجليزية)
- بوب لانير على موقع ريلجم (الإنجليزية)
- بوب لانير على موقع بروبوليرز (الإنجليزية)
- بوب لانير على موقع قاعة المشاهير الجامعة الوطنية لكرة السلة (الإنجليزية)
- بوب لانير على موقع سبورتس رفرنس (الإنجليزية)